# Extra omnes
Extra omnes (букв. «Усі геть») — латинська формула, яку проголошує Папський Обер-церемоніймейстер на Конклаві, в Сікстинській капелі. Означає, що всі повинні покинути капелу, де можуть залишитися лише кардинали і конклавісти. Після виголошення цієї фрази двері в капелу зачиняються і замуровуються і починається Конклав.

## Прелати, які проголошували Extra omnes на конклавах
- Конклав 1958 року — монсеньйор Енріко Данте;
- Конклав 1963 року — монсеньйор Енріко Данте;
- Конклав 1978 роки (серпень) — монсеньйор Вірджиліо Ное;
- Конклав 1978 року (жовтень) — монсеньйор Вірджиліо Ное;
- Конклав 2005 року — архієпископ П'єро Маріні;
- Конклав 2013 — монсеньйор Гвідо Маріні.